# Guión Rojo
El Guión Rojo fue una organización paramilitar de Paraguay activa entre las décadas de 1930 y 1950. Se consolidó en 1942 como el brazo paramilitar del Partido Colorado e incorporó a militantes afines a Juan Natalicio González, así como a sectores nacionalistas de extrema derecha, anticomunistas y adherentes a corrientes falangistas y profascistas. Fue partícipe de diversos acontecimientos políticos, incluyendo el régimen instaurado en la década de 1940, la guerra civil de 1947 y el proceso de reconfiguración política posterior. Asimismo, estuvo involucrado en los sucesos que llevaron al establecimiento del gobierno de Alfredo Stroessner en 1954.

## Fondo
Las formaciones paramilitares han estado históricamente vinculadas a la política paraguaya. Su actividad se intensificó en la década de 1930, facilitada por la incorporación de numerosos veteranos de la guerra del Chaco a la vida política y por la crisis generada por la Revolución Febrerista de 1936, calificada como «un golpe conjunto marxista-fascista contra el gobierno liberal».
Hacia finales de la década, se habían consolidado dos bloques políticos enfrentados: por la derecha, el Partido Colorado; y por la izquierda, el Partido Liberal y el Partido Revolucionario Febrerista, con el Partido Comunista Paraguayo como aliado. Al mismo tiempo, el ejército y el aparato estatal paraguayo perseguían sus propios intereses, promoviendo a políticos con aspiraciones autoritarias dentro de sus filas.
En las zonas rurales, el Partido Colorado, de orientación conservadora, contaba con el respaldo de una milicia campesina llamada Pynandi, compuesta por 15 000 efectivos. Estas unidades fueron reclutadas principalmente entre los sectores más pobres del ámbito rural (py nandi, en idioma guaraní, significa «descalzo») y sostenían posturas fuertemente conservadoras y anticomunistas. Los militantes de Pynandi se distinguieron por la severidad de sus represalias contra los activistas de izquierda. La guerra civil española, con sus milicias ideológicamente motivadas y la intervención de fuerzas extranjeras, impulsó a la extrema derecha paraguaya a fortalecer su estructura paramilitar.

## Creación e ideología

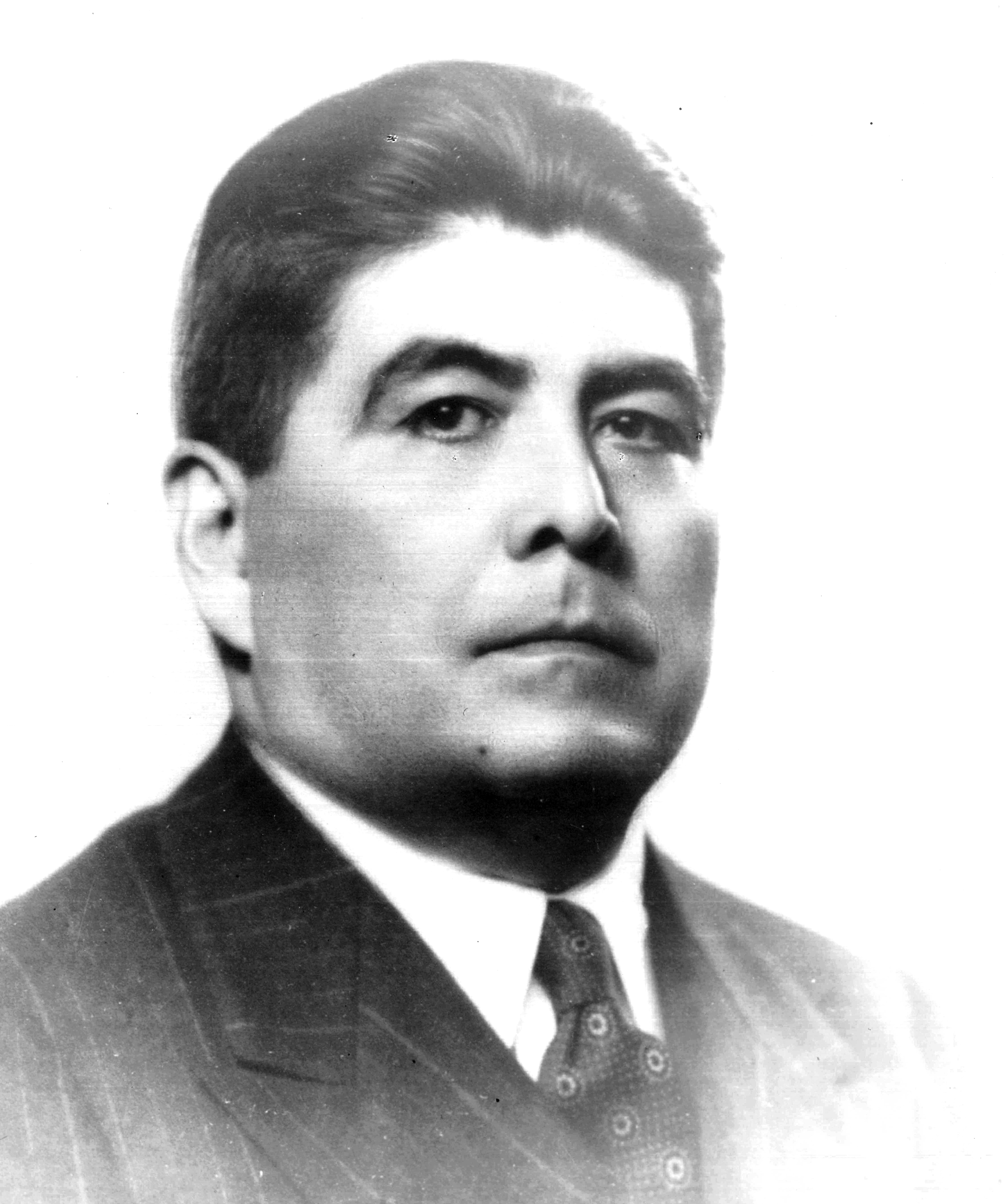
Juan Natalicio González, líder de los guionistas rojos, considerado también como el último adoctrinador del Partido Colorado.

En 1938, el líder del Partido Colorado, Juan Natalicio González, emprendió una reforma en la estructura paramilitar del partido. A partir de las bases establecidas por el Pynandi rural y los Grupos de Acción Colorada (GAC) en el ámbito urbano, se creó en 1942 una nueva milicia denominada Guión Rojo (en alusión a la bandera roja, color históricamente vinculado al conservadurismo paraguayo). González concibió esta organización como un instrumento para la consolidación de su doctrina socioeconómica de orientación populista-corporativista y como una plataforma para la proyección de sus aspiraciones presidenciales.
Desde una perspectiva doctrinal, Guión Rojo no presentaba diferencias sustanciales respecto a Pynandi, pero sí en términos de composición social y estructura organizativa. Mientras que Pynandi estaba integrado principalmente por campesinos, Guión Rojo incorporó también a sectores de la pequeña y mediana burguesía urbana, así como a intelectuales afines a la derecha nacionalista. Su estructura interna era más rigurosa y estrechamente vinculada a las instancias formales del Partido Colorado, con una cadena de mando subordinada directamente a la dirigencia partidaria y, en última instancia, a Juan Natalicio González. Este último, reconocido como intelectual, periodista, historiador y escritor, orientó la organización bajo una visión romántico-política, articulando postulados nacional-populistas con un modelo de fraternidad corporativa colorada. Entre los militantes, el lema «Colorado no será pobre» era interpretado como una justificación para la coacción política y social.
En el contexto de la polarización política de la época, los miembros de Guión Rojo fueron caracterizados por sus adversarios como militantes radicalizados, influenciados por doctrinas del nazismo, el fascismo italiano y el falangismo español. Asimismo, se les atribuía la práctica sistemática de persecuciones contra activistas comunistas, recurriendo a métodos que, en retrospectiva, podrían ser catalogados como crímenes de guerra. No obstante, no existen pruebas concluyentes que demuestren vínculos formales entre la milicia y organizaciones explícitamente fascistas o nazis en Paraguay. Sin embargo, se ha documentado que la estructura y las estrategias de Guión Rojo replicaron, en diversos aspectos, las tácticas de movilización y violencia política utilizadas por dichos movimientos en Europa.
Tras la guerra civil paraguaya de 1947, la organización radicalizó sus métodos, consolidándose como un actor paramilitar con participación en episodios de violencia política y en intentos de golpes de Estado hasta el ascenso al poder de Alfredo Stroessner. La facción mantuvo una fuerte lealtad a Natalicio González, promoviendo un culto a la personalidad en torno a su figura. Prueba de ello fueron consignas como «A sablazos o a balazos, Natalicio al Palacio» o «Reviente quien reviente, Natalicio Presidente», enmarcadas en un discurso de orientación nacionalista-revolucionaria que enfatizaba conceptos como raza, religión, nación, costumbres y libertad, adaptados a la cosmovisión política paraguaya de la época. En este contexto, Guión Rojo fue una de las primeras agrupaciones coloradas en adoptar la consigna «Dios, patria y familia» como lema combativo.
Natalicio González, además de su rol político, es recordado en el ámbito literario paraguayo, donde sus escritos reflejan una interpretación nacionalista-patriótica, con frecuentes referencias a los López (Carlos Antonio López y Francisco Solano López) como figuras emblemáticas de la identidad nacional.

## "Ejército de los Colorados"
En 1940 se instaura en Paraguay la dictadura militar de Higinio Morínigo . Su régimen tenía fuertes creencias nacionalistas y anticomunistas y mostraba simpatía por las Potencias del Eje . Por ello, el Partido Colorado, encabezado por Natalicio, apoyó al régimen de Morínigo. Desde 1942, el Guión Rojo actuó como una estructura de poder oficialista. Los militantes de la organización realizaron atentados y participaron en actos de violencia contra opositores liberales y febreristas. Los periódicos de oposición fueron clausurados y sus editores exiliados. Al mismo tiempo, apoyándose en los "gionistas", Natalicio fortaleció sus propias posiciones, interceptando gradualmente las palancas del poder real de Morinigo.
En 1947 estalló la guerra civil en Paraguay. Una coalición de liberales, febreristas y comunistas, con el apoyo de gran parte del ejército, intentó derrocar a Morínigo. La superioridad militar estaba del lado de la oposición. Los destacamentos de Guión Rojo y Py Nandi se convirtieron en la principal fuerza del bando oficialista. Desempeñaron un papel muy importante en la guerra, permitiendo a Morínigo resistir hasta la movilización de refuerzos, organizados con ayuda argentina. Tras la derrota de la oposición, los militantes de Guión Rojo llevaron a cabo brutales represalias en todo el país contra los rebeldes derrotados.
En febrero de 1948, Juan Natalicio González fue elegido presidente de Paraguay. El panorama político había cambiado: Higinio Morínigo intentó impedir que asumiera el cargo. En la primavera y el verano de 1948, Guión Rojo organizó levantamientos armados, que resultaron en el derrocamiento de Morínigo y el ascenso al poder de Natalicio González. Los Guionistas también participaron en la represión del intento de golpe de Estado en octubre de 1948. Sin embargo, luego de otro golpe, en enero de 1949, González fue destituido del poder y emigró de Paraguay.
La salida de Natalicio González de la política redujo la actividad de Guión Rojo. Sin embargo, la estructura siguió existiendo, consolidando las fuerzas de extrema derecha de Colorado y continuando su tradición de fuertes simpatías anticomunistas y profascistas. Entre los activistas e ideólogos de Guión Rojo estaban Edgar Ynsfrán, quien idealizó los métodos violentos de los militantes como "una lucha bárbara por la verdad del pueblo", y Juan Manuel Frutos Fleitas, quien luego se convirtió en el jefe de la rama paraguaya de la Organización anticomunista de la Liga Mundial por la Libertad y la Democracia. Finalmente, el grupo vendría a apoyar al general paraguayo Alfredo Stroessner, quien era ideológicamente cercano a ellos y lanzó su propio golpe en 1954 para tomar el poder por sí mismo.

## Declive
Los Guión Rojo estaban fuertemente asociados con Juan Natalicio González, a quien Stroessner consideraba un competidor peligroso. Aunque Natalicio no se involucró en actividades de oposición, el nuevo jefe de Estado lo trató con sospecha. Por lo tanto, las autoridades no alentaron la actividad organizativa de Guión Rojo. Sin embargo, miembros como Edgar Ynsfrán Juan Manuel Frutos Fleitas se convirtieron en altos ministros del gobierno e ideólogos de la nueva dictadura, que duraría 35 años. Tras la muerte de Natalicio en 1966, la propia organización dejó de existir. Sin embargo, las funciones de Guión Rojo continuaron siendo desempeñadas por Py Nandi y otras brigadas de asalto stronistas: los Macheteros de Santani de Pastor Coronel, los Garroteros de Ramón Aquino y los Grupos de Acción Anticomunista de Eugenio Jacquet.
El término "Guión Rojo" se convirtió en nombre colectivo para la extrema derecha del Partido Colorado. Uno de los grupos constitutivos del moderno Partido Colorado lleva el nombre de Movimiento Guión Rojo. Sus líderes Miguel Ángel Sithar y Nya Delo se posicionan como portadores de la tradición del “real Colorado”.